# جاي كيشان داس
جاي كيشان داس (بالإنجليزية: Jai Kishan Das) (ولد في 24 نوفمبر 1832م - 30 أبريل 1905م) كان مسؤولًا سياسيًا هنديًا وأحد رواد الحركة العلمية الهندية في القرن التاسع عشر الميلادي، كما كان مقربًا من السيد أحمد خان مؤسس جامعة عليكرة الإسلامية.

## سيرته
ولد في 24 نوفمبر 1832 في مراد آباد وبالتحديد في بريندابان داس شوبي من عائلة هندوسية عريقة. بعد أن انتهى من تعليمه، التحق بالخدمة المدنية الهندية ثم تقاعد بعد ذلك في منصب نائب عمدة منطقة عليكره. حصل على وسام الثورة الهندي في عام 1858. في عام 1860 حصل على لقب راجا ولقب راي بهادور حتى أصبح يعرف باسم راجا جاي كيشان داس بهادور، قلد وسام النجم الهندي في 31 مايو 1870.

## السيد أحمد خان
نشأت صداقة وثيقة وحميمة بين جاي كيشان داس والسيد أحمد خان مؤسس جامعة عليكرة الإسلامية، وقد ارتبط به منذ عام 1863 عندما أسس السيد الجمعية العلمية في عليكرة، والتي تم نقلها في الوقت المحدد إلى عليكرة. في وقت لاحق عندما انتقل السيد خان إلى فاراناسي في أثناء عمله، انتخب راجا جاي كيشان أمينًا للجمعية العلمية في أليجارا في عام 1867، حيث شغل منصبًا فيها حتى عام 1874، عندما انتقل جاي كيشان إلى مدينة الله أباد في فترة تقاعده. في نهاية خدمته أشاد السيد أحمد خان بجهود وإخلاص جاي كيشان خلال عمله في الجمعية العلمية، وتم ترشيحه كرئيس مشارك في الجمعية مدة حياته.
كما شغل جاي كيشان منصب رئيس وأمين الرابطة الهندية البريطانية، وكان دائمًا مشاركًا نشطًا في مؤتمر التعليم الإسلامي، الذي أسسه السيد أجمد خان في عام 1886. لعب رجا جاي كيشان دورًا رئيسيًا في تعزيز التعليم والوئام المجتمعي بين الهندوس والمسلمين، وذلك بمساعدة السيد أحمد في تأسيس جامعة عليكرة الإسلامية، كما تبرع بأموال لإنشاء الجامعة.
كان رئيس تحرير جريدة عليكرة جازيت.. عينه فيس روي زميلًا جامعة كالكوتا في عام 1876. توفي في 30 أبريل 1905، وأصبحت كلية محمد الأنجلو أورينتال تغلق سنويًا في هذا اليوم حدادا على وفاته.

## التكريم
تمنح كلية محمد الأنجلو أورينتال وجامعة عليكرة الإسلامية ميداليتين باسم راجا جاي كيشان داس. في وقت لاحق سُمي نزل في قاعة السير سليمان من جامعة عليكرة الإسلامية باسم بعد راجا جاي كيشان داس.